# Bay City (Michigan)
Bay City è un centro abitato (City) degli Stati Uniti d'America, capoluogo della contea di Bay dello Stato del Michigan. Nel censimento del 2010 la popolazione era di 34.932 abitanti.

## Geografia fisica
Secondo i rilevamenti dell'United States Census Bureau, Bay City si estende su una superficie di 29,3 km².

## Amministrazione

### Gemellaggi
- Ansbach
- Goderich
- Lomé
- Poznań